# Sanezumi Fujimoto
Sanezumi Fujimoto (藤本 真澄 Fujimoto Sanezumi?, n. 15 iulie 1910, Manciuria, Rusia – d. 2 mai 1979, Tōkyō, Japonia) a fost un producător de film japonez.

## Biografie
Sanezumi Fujimoto a îndeplinit funcția de șef al departamentului de producție al companiei Toho. A fost coproducător al filmului The Hidden Fortress al lui Akira Kurosawa. A produs, de asemenea, multe alte filme, printre care The End of Summer al lui Yasujirō Ozu, The Sword of Doom și Japan's Longest Day ale lui Kihachi Okamoto și câteva filme regizate de Mikio Naruse.
După coproducerea filmului The Hidden Fortress, Fujimoto a primit sarcina, în calitate de șef de producție al companiei Toho, de a-l convinge pe Kurosawa că ar avea de câștigat prin înființarea propriei sale companii de producție. Îndemnându-l pe Kurosawa să-și formeze propria companie de producție, compania Toho urmărea să evite depășirea costurilor așa cum se întâmplase în cazul filmului The Fortress Hidden. Fujimoto a devenit apoi membru al consiliului de administrație al Kurosawa Productions.
Fujimoto a fost alături de celebrul actor Toshirō Mifune și de producătorul Nagamasa Kawakita (președintele companiei Towa, care distribuia filme străine în Japonia) unul dintre fondatorii companiei Mifune Productions, care a fost înregistrată legal în iulie 1962.

## Filmografie selectivă
- Tsubasa no gaika (翼の凱歌?) (1942), Satsuo Yamamoto[5]
- Ishinaka sensei gyōjoki (石中先生行状記?) (1950), Mikio Naruse[6]
- Sengoha Obake Taikai (めし Meshi) (1951), Kiyoshi Saeki[7]
- Repast (めし Meshi) (1951), Mikio Naruse
- Tōkyō no koibito (東京の恋人?) (1952), Yasuki Chiba[8]
- Husband and Wife (夫婦 Fûfu) (1953), Mikio Naruse
- Mr. Pu (Pu-san) (1953), Kon Ichikawa
- Wife (妻 Tsuma) (1953), Mikio Naruse
- Sunetul muntelui (山の音 Yama no Oto) (1954), Mikio Naruse
- Late Chrysanthemums (晩菊 Bangiku) (1954), Mikio Naruse
- Floating Clouds (浮雲 Ukigumo) (1955), Mikio Naruse
- Sudden Rain (驟雨 Shūu) (1956), Mikio Naruse
- Aijō no kessan (愛情の決算?) (1956), Shin Saburi[9]
- A Wife's Heart (妻の心 Tsuma no kokoro) (1956), Mikio Naruse[9]
- Flowing (流れる Nagareru) (1956), Mikio Naruse
- Shitamachi (下町?) (1957), Yasuki Chiba[10]
- Song for a Bride (花嫁三重奏 Hanayome sanjuso) (1958), Ishirō Honda
- The Hidden Fortress (隠し砦の三悪人 Kakushi toride no san akunin) (1958), Akira Kurosawa[11]
- Sengoku gunto-den (戦国群盗伝?) (1959), Toshio Sugie[12]
- Sararīman Chūshingura (サラリーマン忠臣蔵?) (1960), Toshio Sugie[13]
- A Daughter, a Wife, and a Mother (娘 妻 母 Musume tsuma haha) (1960), Mikio Naruse
- Kunisada Chūji (国定忠治?) (1960), Senkichi Taniguchi[14]
- Zoku sararīman Chūshingura (続サラリーマン忠臣蔵?) (1961), Toshio Sugie[15]
- Sir Galahad in Campus (大学の若大将 Daigaku no Wakadaishō) (1961), Toshio Sugie
- The Last War (世界大戦争 Sekai Daisensō) (1961), Shūe Matsubayashi
- The End of Summer (小早川家の秋 Kohayagawa-ke no aki) (1961), Yasujirō Ozu
- A Wanderer's Notebook (放浪記 Hourou-ki) (1962), Mikio Naruse
- Chūshingura (忠臣蔵　花の巻　雪の巻 Hana no Maki, Yuki no Maki) (1962), Hiroshi Inagaki[16]
- Yearning (乱れる Midareru) (1964), Mikio Naruse
- Godzilla vs. The Thing (モスラ対ゴジラ Mosura tai Gojira) (1964), Ishirō Honda
- The Stranger Within a Woman (女の中にいる他人 Onna no naka ni iru tanin) (1966), Mikio Naruse
- The Sword of Doom (大菩薩峠 Dai-bosatsu Tōge) (1966), Kihachi Okamoto
- Japan's Longest Day (日本のいちばん長い日 Nihon no ichiban nagai hi), Kihachi Okamoto, (1967)[17]
- Goyokin (御用金 Goyōkin) (1969), Hideo Gosha
- The Scandalous Adventures of Buraikan (無頼漢 Buraikan) (1970), Masahiro Shinoda
- Gekidō no Showa shi: Gunbatsu (激動の昭和史 軍閥?) (1970), Hiromichi Horikawa[18]
- To Love Again (愛ふたたび Ai futatabi) (1971), Kon Ichikawa
- Battle of Okinawa (激動の昭和史 沖縄決戦 Gekidō no Shōwashi: Okinawa Kessen) (1971), Kihachi Okamoto
- The Wolves (Shussho Iwai) (1971), Hideo Gosha
- The Gate of Youth (青春の門 Seishun no mon) (1975), Kirirō Urayama